# Бакар Н'Дум
Бакар Н'Дум (порт. Bacar N'Dum; нар. 20 червня 2001) — гвінея-бісауський борець вільного стилю та пляжний борець, дворазовий чемпіон та срібний призер чемпіонатів Африки, бронзовий призер Африканських ігор, бронзовий призер Ігор ісламської солідарності, учасник Олімпійських ігор у змаганнях з вільної боротьби, чемпіон Африки з пляжної боротьби.

## Спортивні результати на міжнародних змаганнях

### Виступи на Олімпіадах
| Змагання                    | Збірна       | Вагова категорія          | Місце |
| --------------------------- | ------------ | ------------------------- | ----- |
| Літні Олімпійські ігри 2024 | Гвінея-Бісау | вільна боротьба, до 74 кг | 15    |

### Виступи на Чемпіонатах світу
| Змагання                        | Збірна       | Вагова категорія          | Місце |
| ------------------------------- | ------------ | ------------------------- | ----- |
| Чемпіонат світу з боротьби 2022 | Гвінея-Бісау | вільна боротьба, до 70 кг | 12    |

### Виступи на Чемпіонатах Африки
| Змагання                                 | Збірна       | Вагова категорія          | Місце  |
| ---------------------------------------- | ------------ | ------------------------- | ------ |
| Чемпіонат Африки з боротьби 2022         | Гвінея-Бісау | вільна боротьба, до 70 кг | Золото |
| Чемпіонат Африки з боротьби 2023         | Гвінея-Бісау | вільна боротьба, до 74 кг | Срібло |
| Чемпіонат Африки з пляжної боротьби 2023 | Гвінея-Бісау | чоловіки, до 80 кг        | Золото |
| Чемпіонат Африки з боротьби 2024         | Гвінея-Бісау | вільна боротьба, до 74 кг | Золото |

### Виступи на Африканських іграх
| Змагання              | Збірна       | Вагова категорія          | Місце  |
| --------------------- | ------------ | ------------------------- | ------ |
| Африканські ігри 2024 | Гвінея-Бісау | вільна боротьба, до 74 кг | Бронза |

### Виступи на Іграх ісламської солідарності
| Змагання                          | Збірна       | Вагова категорія          | Місце  |
| --------------------------------- | ------------ | ------------------------- | ------ |
| Ігри ісламської солідарності 2022 | Гвінея-Бісау | вільна боротьба, до 70 кг | Бронза |

### Виступи на інших змаганнях
| Змагання                                                          | Збірна       | Вагова категорія          | Місце  |
| ----------------------------------------------------------------- | ------------ | ------------------------- | ------ |
| Олімпійський кваліфікаційний турнір з боротьби 2024 (Александрія) | Гвінея-Бісау | вільна боротьба, до 74 кг | Золото |